# Red Carpet - Vip al tappeto
Red Carpet - VIP al tappeto è un programma televisivo italiano reality, distribuito da Prime Video e condotto da Alessia Marcuzzi, basato sul format giapponese Red Carpet Survival, di Nippon TV.

## Il programma
Tre squadre di comici nel ruolo di guardie del corpo hanno il compito di scortare una celebrità fino alla destinazione finale, assicurandosi che questa rimanga sempre sul tappeto rosso. La missione delle squadre è ostacolata da una serie di impedimenti fisici, imprevisti e disturbatori comici che cercano di intralciare il cammino, diverso per ogni squadra. Ogni volta che una celebrità mette un piede fuori dal tappeto rosso, la squadra perde una delle sue tre guardie del corpo. Le due squadre con il miglior tempo si sfidano in finale, stavolta su un percorso uguale per entrambe. La vittoria viene assegnata alla squadra che riesce a scortare la propria celebrità fino al traguardo nel minor tempo possibile, mantenendo il controllo sul percorso e affrontando gli imprevisti con successo.
Il programma è stato girato presso il castello di San Lorenzo de' Picenardi, in provincia di Cremona.

## Cast

### Squadre
All’interno del programma si sfidano tre squadre ognuna composte da 3 membri :
| Edizioni | Squadre          | Membri                                              |
| -------- | ---------------- | --------------------------------------------------- |
| 1        | I Branzinos      | Antonio Ornano, Brenda Lodigiani, Herbert Ballerina |
| 1        | Gli Ornitorincos | Pierluca Mariti, Awed, Ginevra Fenyes               |
| 1        | I Babbuinos      | Michela Giraud, Gabriele Vagnato, Francesco Arienzo |

### VIP
I VIP (chiamati anche “Divas”) sono una selezione di personaggi famosi che vengono assegnati a una delle tre squadre , il compito della squadra sarà di portare il VIP fino al traguardo del percorso
| Edizione | VIP                                                                                        |
| -------- | ------------------------------------------------------------------------------------------ |
| 1        | Elettra Lamborghini, Cristiano Malgioglio, Valeria Marini, Melissa Satta, Giulia De Lellis |